# Ab anbar

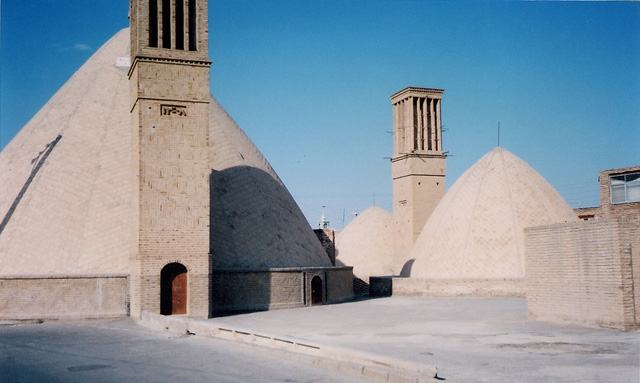
Een ab anbar met dubbele koepels en windvangers in de stad Naeen, vlak bij Yazd.

Een āb anbār is een traditioneel drinkwaterreservoir in Iran. De Perzische uitdrukking betekent letterlijk vertaald "waterreservoir".
De constructie ving aan met het uitgraven van een rond en soms rechthoekig gat in de grond. De druk van het water in het bassin wordt dan door de omliggende grond opgevangen. Het bassin werd vervolgens bekleed door een laag bakstenen met een speciaal soort cement, saroezj geheten. Na voltooien van het bekken werd er een koepel op gebouwd, die verdamping en vervuiling tegengaat. Een ab anbar werd meest gevoed door een qanat en gecombineerd met windvangers om langs natuurlijke weg kelders en opslagplaatsen te koelen.